# Melittomma sericeum
Melittomma sericeum är en skalbaggsart som först beskrevs av Harris 1841.  Melittomma sericeum ingår i släktet Melittomma och familjen varvsflugor. Inga underarter finns listade i Catalogue of Life.